# Klarup Kirke
Klarup Kirke er en kirke i Aalborg Østre Provsti (Aalborg Stift) og Aalborg Kommune.

## Eksterne kilder og henvisninger
- Klarup Kirke hos KortTilKirken.dk

- Wikimedia Commons har flere filer relateret til Klarup Kirke